# İnönü, Çayıralan
İnönü là một xã thuộc huyện Çayıralan, tỉnh Yozgat, Thổ Nhĩ Kỳ. Dân số thời điểm năm 2010 là 259 người.